# 語学春秋社
語学春秋社（ごがくしゅんじゅうしゃ）は、東京都千代田区三崎町に所在する日本の出版社。

## 概要
大学受験予備校などの人気講師の講義をそのまま活字で再現した参考書『実況中継シリーズ』を中心として、学習参考書・語学書を製作している。社会人向け書籍『TRY AGAIN シリーズ』などもある。内容がカリキュラムに合わなくなったものは絶版にして、その都度リニューアルさせている。

## 実況中継シリーズ

### 英語
- 山口俊治（元 日本医科大学）　『NEW 山口英文法講義の実況中継 （上）（下）』
- 山口俊治（元 日本医科大学）　『NEW 山口英文法講義の実況中継 〈問題演習〉』
- 瀬下譲（河合塾） 『瀬下 英語入門講義の実況中継 （上）（下）』
- 本正弘（元 代々木ゼミナール）『本 英語長文講義の実況中継　初級コース （上）（下）』
- 本正弘（元 代々木ゼミナール）『本 英語長文講義の実況中継　中級コース （上）（下）』
- 本正弘（元 代々木ゼミナール）『本 英語長文講義の実況中継　上級コース （上）（下）』
- 宮崎尊（東進ハイスクール） 『宮崎 英文解釈講義の実況中継 （上）（下）』
- 横山雅彦（東進ハイスクール） 『横山 ロジカル・リーディング講義の実況中継』
- 横山雅彦（東進ハイスクール） 『横山 ロジカル・リーディング講義の実況中継 〈実戦演習(1)(2)〉』
- 横山雅彦（東進ハイスクール） 『横山 メタロジック会話英語講義の実況中継』
- 西きょうじ（代々木ゼミナール） 『西 英文読解講義の実況中継』
- 大矢復（代々木ゼミナール） 『大矢 英作文講義の実況中継』
- 大矢復（代々木ゼミナール） 『大矢 英語読み方講義の実況中継』
- 登木健司 （河合塾）『難関大英語長文講義の実況中継<早慶上智関関同立Marchレベル>』

### 数学
- 小林隆一（元 河合塾）『小林 数学I講義の実況中継 （上）（下）』
- 小林隆一（元 河合塾）『小林 数学A講義の実況中継』
- 小林隆一（元 河合塾）『小林 数学II講義の実況中継 （上）（下）』
- 小林隆一（元 河合塾）『小林 数学B講義の実況中継』
- 岡安実（智森学舎予備校）『岡安 数III微分講義の実況中継』
- 岡安実（智森学舎予備校）『岡安 数III積分講義の実況中継』
- 野竿陽司（河合塾） 『野竿 数と式/2次関数/三角比/平面図形講義の実況中継』
- 野竿陽司（河合塾） 『野竿 場合の数/確率/命題と論証講義の実況中継』
- 朝田康文（河合塾） 『朝田 式と証明/高次方程式/指数・対数/三角関数講義の実況中継』
- 朝田康文（河合塾） 『朝田 図形と方程式/微分・積分講義の実況中継』
- 朝田康文（河合塾） 『朝田 数列/ベクトル講義の実況中継』

### 国語
- 出口汪（S.P.S.）『出口 現代文講義の実況中継 （上）（下）』
- 出口汪（SPS）『出口 現代文講義の実況中継 〈問題演習(1)(2)〉』
- 出口汪（SPS）『出口 小論文講義の実況中継 (1)-(3)』
- 望月光（代々木ゼミナール） 『望月 古典文法講義の実況中継 （上）（下）』
- 山本康裕（代々木ゼミナール） 『山本 古文読解講義の実況中継 （上）（下）』
- 飯塚敏夫（代々木ゼミナール）『飯塚 漢文入門講義の実況中継 （上）（下）』
- 多久弘一（代々木ゼミナール） 『多久 漢文講義の実況中継』

### 地歴
- 石川晶康（河合塾）『NEW 石川 日本史B講義の実況中継 (1)-(5) CD付』
- 青木裕司（河合塾）『NEW 青木 世界史B講義の実況中継 (1)-(5) CD 付』
- 青木裕司・植村光雄（河合塾）『青木 世界史B講義の実況中継 〈問題演習(1)(2)〉』
- 権田雅幸（元 河合塾） 『権田 地理B講義の実況中継 （上）（下）』

### 理科
- 浜島清利（河合塾）『NEW 浜島 物理I・II講義の実況中継 （上）（下）』
- 斉藤慶介（代々木ゼミナール） 『NEW 斉藤 化学I・II講義の実況中継 (1)-(4)』
- 鞠子英雄（元 代々木ゼミナール） 『鞠子 生物IB・II講義の実況中継 （上）（中）（下）』

## センター試験 実況中継シリーズ

### 英語
- 木原太郎（代々木ゼミナール） 『木原 センター英語講義の実況中継』
- 石井雅勇（代々木ゼミナール） 『石井 センターリスニング講義の実況中継』

### 数学
- 岡安実（智森学舎予備校）『岡安 センター数学I・A講義の実況中継』
- 岡安実（智森学舎予備校）『岡安 センター数学II・B講義の実況中継』

### 国語
- 出口汪（SPS）『出口 センター現代文講義の実況中継』
- 望月光（代々木ゼミナール） 『望月 センター古文講義の実況中継』
- 飯塚敏夫（代々木ゼミナール）『飯塚 センター漢文講義の実況中継』

### 理科
- 小川裕司（河合塾）『小川 センター化学I講義の実況中継』
- 宇城正和（両国プラチナ予備校）『宇城 センター生物I講義の実況中継』
- 安藤雅彦（河合塾文理） 『安藤 センター地学I講義の実況中継』

### 地歴・公民
- 樋口雅宏（河合塾） 『樋口 センター日本史B講義の実況中継』
- 植村光雄（河合塾）『植村 センター世界史B講義の実況中継』
- 瀬川聡（河合塾）『瀬川 センター地理B講義の実況中継』
- 川本和彦（河合塾文理）『川本 センター倫理講義の実況中継』
- 川本和彦（河合塾文理）『川本 センター政治・経済講義の実況中継』
- 川本和彦（河合塾文理）『川本 センター現代社会講義の実況中継』

### 参考《旧課程用》
- 山本康裕（代々木ゼミナール） 『大学入試センター試験 古文（国語I・II）』
- 橋元淳一郎（東進ハイスクール） 『大学入試センター試験 物理IB』
- 藤井恒（代々木ゼミナール） 『大学入試センター試験 生物IB』
- 権田雅幸・佐藤裕治（河合塾） 『大学入試センター試験 地理B』

新課程版と著者の異同のあるもののみ記載

## 過去に出ていた実況中継シリーズ

### 英語
- 牧政治（早稲田ゼミナール） 『短大・女子大入試英語講義の実況中継』（1988年）
- 牧政治（早稲田ゼミナール） 『短大入試英語講義の実況中継 （上）（下）』（1991年）
- 山口俊治（元 日本医科大学）　『山口 受験英単語講義の実況中継 （上）（下）』（1994年）
- 島本憲（代々木ゼミナール）『早稲田大学 英語講義の実況中継』（1993年）
- 島本憲（代々木ゼミナール） 『慶應大学 英語講義の実況中継』（1994年）
- 島本憲（代々木ゼミナール）『上智大学 英語講義の実況中継』（1995年）
- 阿部憲（早稲田ゼミナール） 『立教大学 英語講義の実況中継』（1995年）
- 吉田敦彦（代々木ゼミナール） 『関西大学 英語講義の実況中継』（1993年）
- むらきひろし （新潟予備校） 『むらき 口語英語講義の実況中継』（1994年）
- 里中哲彦（河合塾）『里中 英語サテライト講義の実況中継 文法篇』（1997年）

### 数学
- 秋山仁（駿台予備学校） 『秋山 数学講義の実況中継 （上）（下）』（1986年）
- 岡安実（駿優予備学校） 『岡安 数学I講義の実況中継』（1994年）
- 栗山計芳（河合塾） 『栗山 ベーシック数学講義の実況中継』（1996年）

### 国語
- 藤崎史朗（早稲田ゼミナール） 『現代文講義の実況中継 (1) (2)』（1988年、1991年）
- 伊田裕（河合塾） 『古文講義の実況中継 （上）（下）』（1988年）
- 原栄一（金沢学院大学） 『原 古文単語講義の実況中継 （上）（下）』（1993年）
- 原栄一（金沢学院大学） 『原 速習古文講義の実況中継』（1994年）

### 理科
- 大西憲昇（代々木ゼミナール） 『化学講義の実況中継 （上）（下）』（1989年）

### 社会
- 菅野祐孝（早稲田ゼミナール） 『日本史講義の実況中継 （上）（中）（下）』（1989年）
- 菅野祐孝（早稲田ゼミナール） 『日本史講義の実況中継 （テーマ史）』（1994年）
- 植村光雄（河合塾） 『植村 世界史講義の実況中継』（1994年）
- 植村光雄（河合塾） 『植村 世界史講義の実況中継 問題集』（1995年）
- 植村光雄（河合塾） 『植村 世界史サテライト講義の実況中継 近現代史』（1997年）

### その他
- 荒井良雄『洋画講義の実況中継』（1986年）
- 水野潤 『「通訳ガイド試験」講義の実況中継』（1987年）
- 谷本誠剛 『絵本翻訳講義の実況中継』（1987年）
- 岡枝慎二 『スーパー字幕翻訳講義の実況中継』（1989年）

など（所属はすべて当時のもの）